# 陆军第一镇
陆军第一镇，清朝末年军队现代化改革之后的新建陆军编制之一，相当于现在的师的规模。

## 历史
光绪二十八年十一月初七日（1902年12月6日），上谕「现因八旗挑选兵丁，著先派三千人交袁世凯认真训练，期成劲旅。」
光绪二十八年十二月二十四日（1903年1月22日），袁世凯奏《遵旨训练旗兵拟订开办章程折》，「为遵旨训练旗兵，谨将拟订开办章程缮单恭折具陈，仰祈圣鉴事」，上呈袁世凯擬定的《訓練旗兵開辦章程》，并奏请添派內閣學士鐵良為京旗練兵翼長。蒙准後，即由袁世凯主持，在保定開始編練京旗常備軍。该军最初仅有步隊4營，砲隊1營、馬隊1營、工程2隊。編練该军所需的幹部，從袁世凯编練的武衛右軍與自強軍調来。
光緒二十九年五月初八日（1903年6月3日），袁世凱以「鐵良到營以來，選用兵丁，聯絡將士，遇事和衷商榷，深資臂助。現蒙恩補授戶部右侍郎，職位較崇，似未便仍令參佐軍事，可否請旨特派該侍郎會辦京旗練兵事宜。」翌日，上諭「戶部右侍郎鐵良，著會同袁世凱辦理京旗練兵事宜。欽此。」自此，鐵良由參佐軍事（翼長）變為了會辦京旗練兵大臣。五月初九日（1903年6月4日），又調五品京堂那晉襄理軍務。
光绪二十九年十二月二十七日（1904年2月12日），袁世凱與鐵良会奏该军添营成协，获得清廷批准。光绪三十年六月十七日（1904年7月29日），袁世凱與鐵良会奏称，该军已经完成了一个協的編制。光绪三十一年四月二十八日（1905年5月31日），袁世凱與鐵良再度上奏获准，添兵成鎮。光绪三十一年五月，改称陆军第一镇，與北洋常備軍同時改編完成，兵額與陆军第四鎮相同。
陆军第一镇辖步兵第一协、第二协，主要由京城旗兵组成。该镇起初驻扎保定，光绪三十一年十二月十五日（1906年1月9日），袁世凱與鐵良会奏，拟调该镇一个协移驻北京仰山洼，“以资拱卫而便征调”，获得清廷批准。光绪三十二年十一月初九日，铁良奏请将陆军第一镇全镇调驻北京仰山洼，十一月十四日奉旨依议。光绪三十三年九月十二日（1907年10月18日），专司训练近畿陆军各镇副都统凤山奏称，陆军第一镇拟于九月二十日、二十一日自保定开拔，十月初二日到达北京仰山洼新建的兵营驻扎。

## 主要职官
- 陆军第一镇统制：
  - 凤山（1905年－1907年）
  - 何宗莲（1907年－1912年，署理）[3]
- 步队第一协统领：
  - 曹锟（1905年－1907年）[5]
  - 李奎元（1907年－1912年）[3][5]
- 步队第二协统领：
  - 何宗莲（1906年－1907年）[5]
  - 朱泮藻（1907年－1912年）[3][5]

## 后续
中华民国成立后，该镇更名为陆军第一师（即中央陆军第一师），首任师长何宗莲，1914年蔡成勳接任师长。
1922年6月，陆军第一师入江西，师长蔡成勳受命“节制江西全省军队”。陆军第一师辖第一、二旅，驻南昌、九江。1924年12月，蔡成勳被赣南镇守使方本仁驱走，该师第二旅旅长冯绍闵继任师长。1925年春，中央陆军第一师改编为江西陆军第三师（冯绍闵于1925年1月21日被任命继续担任该师师长）；另一方面则以江西陆军第九混成旅及一个省防步兵团改编为中央陆军第一师，邓如琢于1925年1月22日任师长，全师约8000人。1926年，国民革命军北伐入江西，陆军第一师被歼，邓如琢率残部离开江西。